# Densetsu no Stafy
Densetsu no Stafy (伝説のスタフィー?, Densetsu no Sutafī, lett. "Il leggendario Starfy") è un videogioco a piattaforme con grafica bidimensionale sviluppato da TOSE e pubblicato da Nintendo nel 2002 per Game Boy Advance solo in Giappone.
Insieme ai due sequel Densetsu no Starfy 2 e Densetsu no Starfy 3, il gioco è stato reso disponibile all'interno del pacchetto aggiuntivo di Nintendo Switch Online.